# Municipio de Deer Creek (condado de Allen)
El municipio de Deer Creek (en inglés: Deer Creek Township) es un municipio ubicado en el condado de Allen en el estado estadounidense de Kansas. En el año 2010 tenía una población de 129 habitantes y una densidad poblacional de 1,38 personas por km².

## Geografía
Según la Oficina del Censo de los Estados Unidos, el municipio tiene una superficie total de 93.71 km², de la cual 93,06 km² corresponden a tierra firme y (0,69 %) 0,65 km² es agua.

## Demografía
Según el censo de 2010, había 129 personas residiendo en el municipio de Deer Creek. La densidad de población era de 1,38 hab./km². De los 129 habitantes, el municipio de Deer Creek estaba compuesto por el 90,7 % blancos, el 0,78 % eran amerindios, el 0,78 % eran asiáticos y el 7,75 % eran de una mezcla de razas. Del total de la población el 2,33 % eran hispanos o latinos de cualquier raza.